# Richard Caswell
Richard Caswell (3 agosto 1729 – 10 novembre 1789) è stato un politico e avvocato statunitense, primo e quinto governatore dello stato della Carolina del Nord dal 1776 al 1780 e dal 1785 al 1787.
Fu anche un ufficiale di alto grado della milizia nel teatro meridionale della Guerra d’indipendenza americana. Come delegato al Primo Congresso Continentale, fu uno dei firmatari della Continental Association del 1774.

## Primi anni di vita
Caswell nacque il 3 agosto 1729 nella contea di Harford (oggi parte di Baltimora), nel Maryland, uno degli undici figli di Richard e Christian (nata Dallam) Caswell. La famiglia si trasferì a New Bern, nella Carolina del Nord, nel 1745. Nel 1750 fu nominato vice geometra della provincia.
Fu membro della House of Burgesses della Carolina del Nord per 17 anni e durante il suo mandato presentò un disegno di legge per la fondazione della "Town of Kingston" (successivamente rinominata Kinston a causa della guerra d’indipendenza). Caswell fu un avvocato affermato, agricoltore, speculatore immobiliare, conciatore e anche Maestro venerabile massone della Carolina del Nord.

## Servizio militare
Nel 1771, Caswell combatté contro i Regolatori ad Alamance, durante il Guerra del regolamento, dove si ritiene abbia comandato l’ala destra delle forze del governatore Tryon.

### Guerra d’indipendenza americana
Caswell rappresentò la Carolina del Nord nei Congressi Continentali del 1774 e del 1775. Quando fu istituito il distretto di milizia di New Bern il 4 maggio 1776, Caswell ne ricevette il comando, guidando così le truppe del Congresso Provinciale nella battaglia di Moore's Creek Bridge (1776). Poco dopo, il Congresso Provinciale sciolse i battaglioni dei minutemen, rimpiazzandoli con milizie regolari.
Nel 1780, Caswell fu promosso generale maggiore della milizia e delle truppe statali. Tuttavia, nella Battaglia di Camden (1780), le sue truppe si dispersero dopo che la milizia della Virginia fuggì in preda al panico, lasciandolo esposto all’attacco nemico e contribuendo alla sconfitta delle truppe continentali.
Dopo la sconfitta, Caswell tornò a casa colpito da una malattia non specificata. Nel frattempo, l'Assemblea Generale della Carolina del Nord nominò William Smallwood del Maryland al comando della milizia statale senza informare Caswell, il quale si dimise il 21 ottobre 1780. Quando Smallwood rientrò nel Maryland nel gennaio 1781, Caswell fu nuovamente nominato maggior generale della milizia, carica che mantenne fino alla fine della guerra.

### Date delle promozioni militari
- Colonnello della milizia (1775)
- Generale di brigata della milizia (1776)
- Generale Maggiore della milizia (1780)[7]

## Governatore (1776–1780)
Caswell fu presidente del Congresso Provinciale della Carolina del Nord che redasse la prima Costituzione dello stato nel 1776. Alla chiusura del congresso, fu eletto governatore ad interim. Prestò giuramento il 16 gennaio 1777. Secondo la nuova costituzione, la legislatura statale (General Assembly) lo rielesse primo governatore nell’aprile del 1777. Caswell lasciò l’incarico nel 1780, poiché la costituzione consentiva solo tre mandati consecutivi annuali per comandare la milizia.

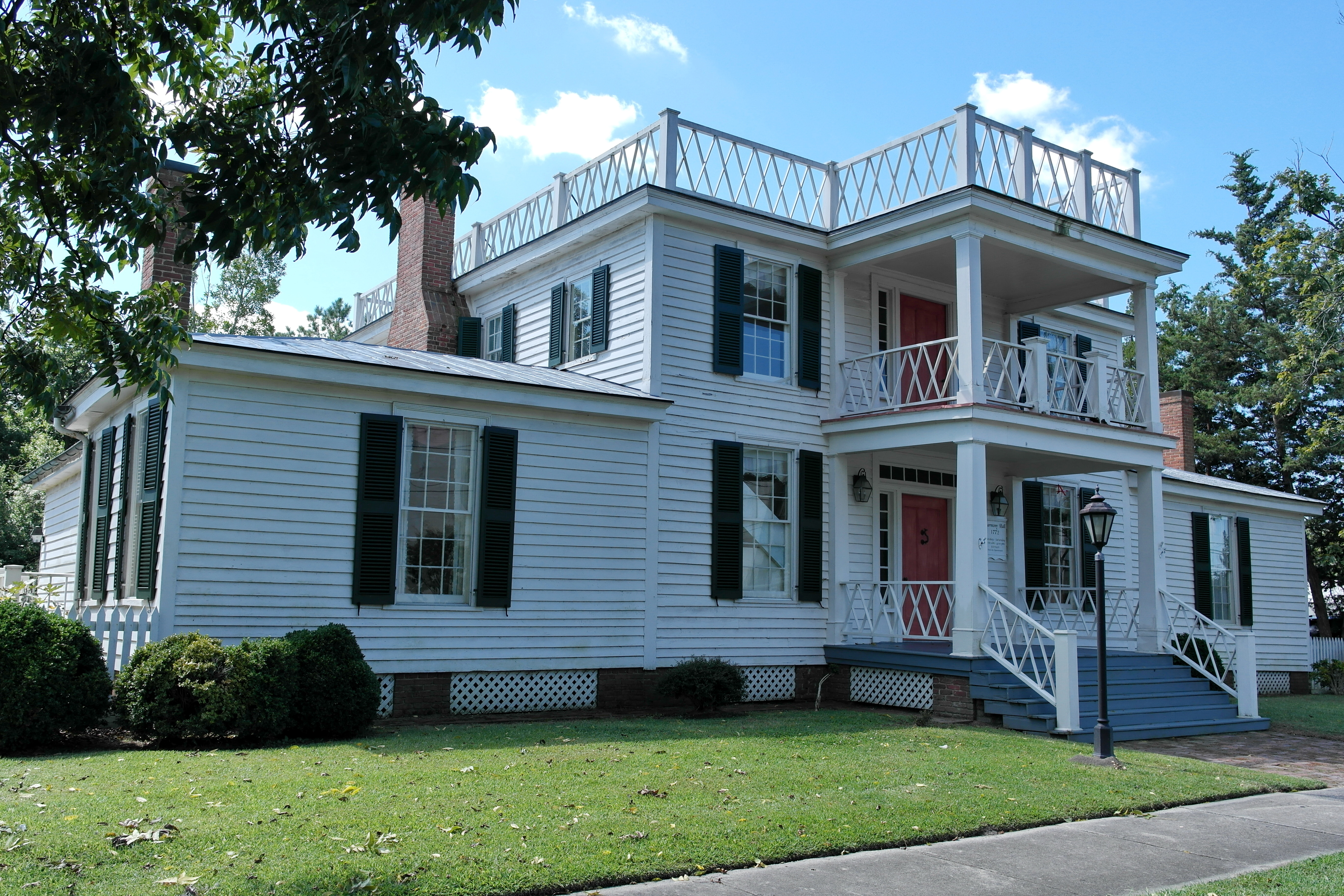
The Caswell House a Kinston

## Carriera successiva
Tra i suoi due mandati da governatore, Caswell fu controllore finanziario della Carolina del Nord e senatore dello stato. Fu anche scelto come uno dei delegati della Carolina del Nord alla Convenzione costituzionale degli Stati Uniti del 1787, ma non vi partecipò.
Al momento della sua morte, nel 1789, era tornato alla General Assembly della Carolina del Nord, dove ricopriva la carica di presidente del Senato.

## Vita privata
Caswell sposò Mary Mackilwean, figlia di James ed Elinor Mackilwean. Ebbero tre figli: una figlia morta alla nascita nel 1753, William Caswell, nato nel 1754, e un’altra figlia nata nel 1757 e morta in tenera età. Mary morì per complicazioni legate al parto. La famiglia viveva in una piantagione chiamata Red House, che oggi è il sito del Richard Caswell Memorial Park a Kinston, Carolina del Nord.
Dopo la morte di Mary, Caswell sposò Sarah Heritage (1740–1794), il 20 giugno 1758. Sarah era figlia di William Heritage e Susannah Moore. La coppia ebbe otto figli: Richard Caswell (n. 1759), Sarah Caswell (n. 1762), Winston Caswell (n. 1764), Anna Caswell (n. 1766), Dallam Caswell (n. 1769), John Caswell (n. 1772), Susannah Caswell (n. 1775), Christian Caswell (n. 1779).
Il figlio Richard, nato dal secondo matrimonio, fu colonnello del Dobbs Regiment e tenente colonnello del 2º Reggimento della Carolina del Nord durante la guerra d’indipendenza. Morì in mare nel 1784.
William, figlio del primo matrimonio, fu anch’egli colonnello del Dobbs Regiment, nonché generale di brigata e comandante del distretto di New Bern durante la guerra.

## Morte ed eredità
Caswell morì a Fayetteville, Carolina del Nord, il 10 novembre 1789. Secondo la tradizione, il suo corpo fu riportato a Kinston per essere sepolto nel cimitero di famiglia dei Caswell, nei pressi del luogo in cui oggi sorgono un memoriale e un museo.
Tra le sue numerose iniziative, si ricorda la proposta di destinare i fondi di rimborso per l’assistenza prestata alla Corona durante la guerra franco-indiana alla costruzione e istituzione di una scuola pubblica gratuita in ogni contea. Il suo Discorso all’Assemblea Generale del 1760 su questo tema fu citato per anni da altri politici favorevoli all’istruzione pubblica, e Caswell inserì la proposta nella prima costituzione della Carolina del Nord nel 1776.
La Contea di Caswell e Fort Caswell prendono il nome da lui. A Kinston è stato istituito il Richard Caswell Memorial Museum, vicino al possibile luogo della sua sepoltura.

## Ulteriori letture
- Ashe, Samuel A. (1905). Biographical History of North Carolina. Vol. 3. Greensboro, N.C., C.L. Van Noppen.
- Connor, R.D.W. (Robert Digges Wimberly) (1916). "Richard Caswell," in Revolutionary Leaders of North Carolina, pp. 79–101.